# Severino Di Giovanni
Severino Nivangio Di Giovanni (Chieti, Italia, 17 de marzo de 1901-Buenos Aires, Argentina, 1 de febrero de 1931) fue un periodista, obrero y poeta anarquista italiano, emigrado a la Argentina, donde se convirtió en la más conocida de las figuras del movimiento político del anarquismo de su tiempo por su campaña en apoyo de Sacco y Vanzetti y su lucha contra el fascismo.

## Infancia y juventud en Italia
Nació el 17 de marzo de 1901 en Chieti, en la región italiana de los Abruzos, a 180 kilómetros del este de Roma. Durante su infancia se vio fuertemente impactado por las imágenes de posguerra: hambre, pobreza y soldados mendigando en las calles. Severino empezó a rebelarse desde pequeño contra cualquier tipo de autoridad. Comenzó estudios para ser maestro y pronto comenzó a enseñar, antes de graduarse, en una escuela de su pueblo. Autodidacta, aprendió el oficio de tipógrafo mientras en su tiempo libre leía a Bakunin, Malatesta, Proudhon, Kropotkin y Élisée Reclus.
A la edad de diecinueve años quedó huérfano y en 1921 —a los veinte años— se entregó por entero a la militancia anarquista. En 1922, el mismo año en que los Camisas Negras de Benito Mussolini tomaban el poder tras la Marcha sobre Roma, se casó con su prima María Teresa Masciulli, una muchacha de Chieti. El fascismo se impuso en Italia y la censura y las persecuciones a los anarquistas decidieron a la pareja a exiliarse con su familia a la Argentina. Severino y Teresa tuvieron tres hijos.

## Exilio y vida en Argentina
Llegó a la Argentina y se estableció en la localidad de Morón, Provincia de Buenos Aires desde donde viajaba diariamente a la ciudad de Buenos Aires para trabajar como obrero tipógrafo. La Argentina de la década de 1920 era gobernada por el moderado partido radical, durante las sucesivas presidencias de Hipólito Yrigoyen (1916-1922 y 1928-1930) y Marcelo T. de Alvear (1922-1928). Fue ese el período de la última gran oleada de inmigrantes italianos. A ellos dirigiría Severino la mayor parte de su propaganda política y escritos, principalmente a través de su periódico más célebre, Culmine, que escribía durante las noches. Fue un momento propicio, ya que muchos otros anarquistas italianos se organizaban en Argentina, siendo el país sudamericano donde las ideas libertarias más se propagaron.
Conoce en Buenos Aires a Paulino Scarfó un anarquista argentino de ascendencia italiana, y a su hermana, América Scarfó de 18 años, también anarquista, quien sería su compañera sentimental.
La posición de Di Giovanni era cercana al grupo más radical del anarquismo en la Argentina, nucleado alrededor de los sindicatos autónomos y el periódico La Antorcha que dirigían Rodolfo González Pacheco y Teodoro Antillí, opuesto al sector «moderado» que representaban la FORA y el periódico La Protesta que dirigían Emilio López Arango —a quien se cree que asesinó—  y Diego Abad de Santillán.
Su primera actuación pública resonante tuvo lugar el 6 de junio de 1925, cuando en Teatro Colón se realizaba una función especial en celebración del 25º aniversario del acceso al trono de Italia de Vittorio Emanuele III, con la presencia del presidente Alvear y el embajador fascista, conde Luigi Aldrovandi Marescotti. Un grupo de militantes anarquistas entre los que se hallaba Di Giovanni interrumpió la función arrojando volantes y gritando «¡Asesinos, ladrones!» a los dignatarios italianos. El incidente terminó en una trifulca con los «Camisas Negras» que escoltaban al embajador, y el encarcelamiento de Severino y sus compañeros.
Di Giovanni también participa y protesta en actos en solidaridad por el arresto y ejecución de Sacco y Vanzetti en 1927. Gran parte de su estadía en Argentina la pasó prófugo, debiendo mudarse continuamente de un lugar a otro del país con su familia para evitar ser apresado.

## Culmine
Periódico anarquista. Lo comenzó en agosto de 1925. Así sintetizaba Di Giovanni el objetivo de «Culmine»:
- Difundir las ideas anarquistas entre los trabajadores italianos;
- Contrarrestar la propaganda de los partidos políticos pseudorrevolucionarios, que hacen del antifascismo una especulación para sus futuras conquistas por sufragio;
- Iniciar en el medio de los trabajadores italianos agitaciones de carácter exclusivamente libertario para mantener vivo el espíritu de aversión al fascismo;
- Interesar a los trabajadores italianos en todas las agitaciones proletarias de Argentina;
- Establecer una intensa y activa colaboración entre los grupos anarquistas italianos, los compañeros aislados y el movimiento anarquista regional.

## Acción y bombas
Di Giovanni no se quedó en la teoría y los panfletos y no fueron sus escritos los que lo volvieron famoso sino su accionar violento. Él creía que era necesaria la «revolución violenta» como se puede comprobar en este extracto del último mensaje que escribió en su celda pocas horas antes de ser ejecutado:

[…] No busqué afirmación social, ni una vida acomodada, ni tampoco una vida tranquila. Para mí elegí la lucha. Vivir en monotonía las horas mohosas de lo adocenado, de los resignados, de los acomodados, de las conveniencias, no es vivir, es solamente vegetar y transportar en forma ambulante una masa de carne y de huesos. A la vida es necesario brindarle la elevación exquisita, la rebelión del brazo y de la mente. Enfrenté a la sociedad con sus mismas armas, sin inclinar la cabeza, por eso me consideran, y soy, un hombre peligroso.

Dentro de los atentados asociados a él, se encuentran:
- la voladura del «City Bank» en el centro porteño, el 24 de diciembre de 1927 a las 11:53, donde fueron asesinadas dos personas y hubo múltiples heridos;
- la voladura del «Banco de Boston» en el centro porteño, el 4 de diciembre de 1927 donde sólo hubo daños materiales;
- la voladura de la embajada de EE. UU. en Argentina (como consecuencia del asesinato de Sacco y Vanzetti);
- la voladura del consulado italiano en Buenos Aires (donde se hallaban reunidos los mejores hombres de Mussolini en Argentina), el 23 de mayo de 1928 a las 11:42, donde hubo nueve muertos y treinta y cuatro heridos.

Todas estas muertes provocaron gran parte de la antipatía del resto de los grupos anarquistas y su condena en los periódicos.
También participó en robos, mató a un policía —el agente Domingo Dedico— justo en su último día de servicio, desfigurándolo de un tiro en la cara. El mayor robo del que participó fue a un camión pagador por 286.000 pesos.

## Captura y muerte
Di Giovanni fue rastreado por efectivos de la Policía Federal hasta una imprenta de la calle Callao, en donde se mantenían reuniones de grupos anarquistas. Dos efectivos aguardaron en las inmediaciones hasta dar con Severino, el cual se dio a la fuga tras la orden de «alto». En medio de la persecución se realizaron tiros cruzados entre los efectivos y Di Giovanni. Uno de los disparos efectuados por la policía, producen la muerte de una niña que salía de su domicilio por calle Corrientes. Tras sumarse un vigilante a la persecución, éste cae herido en la pierna sobre la calle Riobamba permitiendo que Severino escape momentáneamente hasta un hospedaje en el que se parapeto detrás de la puerta. Posteriormente un agente avanza y es derribado de un Tiro. Di Giovanni avanza por los fondos y trepa a la azotea siendo rodeado por más efectivos que se unen a la persecución. Tras caer de diez metros de altura a los fondos de una finca se da a la fuga por la calle Ayacucho llegando hasta Sarmiento en donde ingresa a un garage donde recibe un disparo y cae al suelo herido y es detenido y llevado con una ambulancia y custodia policial hasta el hospital Ramos Mejia.
Una vez recuperado fue trasladado en ambulancia a la Penitenciaría Nacional acompañado por cuatro vigilantes y custodiado por un camión con diez hombres armados , varios automóviles y una motocicleta que servía de batidor.
En la Penitenciaría fue interrogado bajo tortura, lo que ayudó a dar luego con el paradero de su aliado Paulino Scarfo. 
En su último panfleto Di Giovanni escribió 

Sepan Uriburu y su horda fusiladora que nuestras balas buscarán sus cuerpos. Sepa el comercio, la industria, la banca, los terratenientes y hacendados que sus vidas y posesiones serán quemadas y destruidas.

Esa fue la gota que colmó el vaso. A las pocas horas de su detención se dictaminó su sentencia, pese a la encendida defensa que hizo el teniente Juan Carlos Franco, designado su defensor oficial. La defensa de Di Giovanni le costaría a Franco su baja del ejército, encarcelamiento y destierro. Pese a no existir la pena de muerte en Argentina, Severino fue fusilado el día siguiente, el primero de febrero de 1931.
Pocas horas antes de ser fusilado pide un café dulce desde su celda. Lo rechaza al probar el primer sorbo: «Pedí con mucha azúcar… No importa, será la próxima vez» dice con humor ácido. Muere fusilado al grito de Evviva l'Anarchia! (¡Viva la anarquía!). El escritor Roberto Arlt presenció la sentencia y escribió una redacción al respecto.
Su cuerpo fue enterrado bajo una cruz sin nombre. Posteriormente, éste fue removido y nadie sabe dónde están los restos.
No se tienen muchas fotos de Severino, y las que hay son muy pocas. Hay fotos de su fusilamiento.

## Traducciones
- Giovanni, Severino Di. Grito Noturno/Grito Nocturno. Cómics de Aline Daka. Trad. Gleiton Lentz. (n.t.) Revista Literária em Tradução, n. 5, set. 2012, pp. 370-374. ISSN 2177-5141